# Gran Premi de Malàisia del 2015
El Gran Premi de Malàisia de Fórmula 1 de la temporada 2015 es disputà al circuit de Sepang, del 27 al 29 de març del 2015.

## Resultats de la qualificació
| Pos                 | No | Pilot            | Constructor          | Part 1      | Part 2   | Part 3   | Sortida |
| ------------------- | -- | ---------------- | -------------------- | ----------- | -------- | -------- | ------- |
| 1                   | 44 | Lewis Hamilton   | Mercedes             | 1:39.269    | 1:41.517 | 1:49.834 | 1       |
| 2                   | 5  | Sebastian Vettel | Ferrari              | 1:39.814    | 1:39.632 | 1:49.908 | 2       |
| 3                   | 6  | Nico Rosberg     | Mercedes             | 1:39.374    | 1:39.377 | 1:50.299 | 3       |
| 4                   | 3  | Daniel Ricciardo | Red Bull-Renault     | 1:40.504    | 1:41.085 | 1:51.541 | 4       |
| 5                   | 26 | Daniïl Kviat     | Red Bull-Renault     | 1:40.546    | 1:41.665 | 1:51.951 | 5       |
| 6                   | 33 | Max Verstappen   | Toro Rosso-Renault   | 1:40.793    | 1:41.430 | 1:51.981 | 6       |
| 7                   | 19 | Felipe Massa     | Williams-Mercedes    | 1:40.543    | 1:41.230 | 1:52.473 | 7       |
| 8                   | 8  | Romain Grosjean  | Lotus-Mercedes       | 1:40.303    | 1:41.209 | 1:52.981 | 101     |
| 9                   | 77 | Valtteri Bottas  | Williams-Mercedes    | 1:40.249    | 1:40.650 | 1:53.179 | 8       |
| 10                  | 9  | Marcus Ericsson  | Sauber-Ferrari       | 1:40.340    | 1:41.748 | 1:53.261 | 9       |
| 11                  | 7  | Kimi Räikkönen   | Ferrari              | 1:40.415    | 1:42.173 |          | 11      |
| 12                  | 13 | Pastor Maldonado | Lotus-Mercedes       | 1:40.361    | 1:42.198 |          | 12      |
| 13                  | 27 | Nico Hülkenberg  | Force India-Mercedes | 1:40.830    | 1:43.023 |          | 13      |
| 14                  | 11 | Sergio Pérez     | Force India-Mercedes | 1:41.036    | 1:43.469 |          | 14      |
| 15                  | 55 | Carlos Sainz Jr. | Toro Rosso-Renault   | 1:39.814    | 1:43.701 |          | 15      |
| 16                  | 12 | Felipe Nasr      | Sauber-Ferrari       | 1:41.308    |          |          | 16      |
| 17                  | 22 | Jenson Button    | McLaren-Honda        | 1:41.636    |          |          | 17      |
| 18                  | 14 | Fernando Alonso  | McLaren-Honda        | 1:41.746    |          |          | 18      |
| 107% time: 1:46.217 |    |                  |                      |             |          |          |         |
| —                   | 98 | Roberto Merhi    | Marussia-Ferrari     | 1:46.677    |          |          | 192     |
| —                   | 28 | Will Stevens     | Marussia-Ferrari     | Sense temps |          |          | 202     |
| Font:               |    |                  |                      |             |          |          |         |

Notes
- ^1 — Romain Grosjean va rebre una penalització de dos llocs a la graella de sortida per no sortir del pit lane en el mateix ordre de la seva arribada."[2]
- ^2 — Roberto Merhi i Will Stevens van rebre permís dels comissaris per disputar la cursa.[3]

## Resultats de la Cursa
| Pos   | No | Pilot            | Constructor          | Voltes | Temps / Retirada     | Pos.Sortida | Punts |
| ----- | -- | ---------------- | -------------------- | ------ | -------------------- | ----------- | ----- |
| 1     | 5  | Sebastian Vettel | Ferrari              | 56     | 1h 41' 05. 793       | 2           | 25    |
| 2     | 44 | Lewis Hamilton   | Mercedes             | 56     | + 8.569 s            | 1           | 18    |
| 3     | 6  | Nico Rosberg     | Mercedes             | 56     | + 12.310 s           | 3           | 15    |
| 4     | 7  | Kimi Räikkönen   | Ferrari              | 56     | + 53.822 s           | 11          | 12    |
| 5     | 77 | Valtteri Bottas  | Williams-Mercedes    | 56     | + 1:10.409 min.      | 8           | 10    |
| 6     | 19 | Felipe Massa     | Williams-Mercedes    | 56     | + 1:13.586 min.      | 7           | 8     |
| 7     | 33 | Max Verstappen   | Toro Rosso-Renault   | 56     | + 1:37.762 min.      | 6           | 6     |
| 8     | 55 | Carlos Sainz Jr. | Toro Rosso-Renault   | 55     | + 1 Volta            | 15          | 4     |
| 9     | 26 | Daniïl Kviat     | Red Bull-Renault     | 55     | + 1 Volta            | 5           | 2     |
| 10    | 3  | Daniel Ricciardo | Red Bull-Renault     | 55     | + 1 Volta            | 4           | 1     |
| 11    | 8  | Romain Grosjean  | Lotus-Mercedes       | 55     | + 1 Volta            | 10          |       |
| 12    | 12 | Felipe Nasr      | Sauber-Ferrari       | 55     | + 1 Volta            | 16          |       |
| 13    | 11 | Sergio Pérez     | Force India-Mercedes | 55     | + 1 Volta            | 14          |       |
| 14    | 27 | Nico Hülkenberg  | Force India-Mercedes | 55     | + 1 Volta            | 13          |       |
| 15    | 98 | Roberto Merhi    | Marussia-Ferrari     | 53     | + 3 Voltes           | 19          |       |
| Ret   | 13 | Pastor Maldonado | Lotus-Mercedes       | 46     | Frens                | 12          |       |
| Ret   | 22 | Jenson Button    | McLaren-Honda        | 40     | Turbo                | 17          |       |
| Ret   | 14 | Fernando Alonso  | McLaren-Honda        | 20     | Unitat de potència   | 18          |       |
| Ret   | 9  | Marcus Ericsson  | Sauber-Ferrari       | 2      | Virolla              | 9           |       |
| DNS   | 28 | Will Stevens     | Marussia-Ferrari     | 0      | bomba de combustible | 20          |       |
| Font: |    |                  |                      |        |                      |             |       |